# 피도 눈물도 없이 (영화)
"피도 눈물도 없이"(No Blood No Tears)는 2002년에 개봉한 대한민국의 영화이다.

## 캐스팅
- 전도연 - 수진 역
- 이혜영 - 경선 역
- 정재영 - 독불이 역
- 류승범 - 채민수 역
- 신구 - K.G.B 역
- 백일섭 - 칠성 역
- 김수현 - 쌕쌕이 역
- 백찬기 - 불곰 역
- 고인배 - 고 변호사 역
- 김영인 - 백골 역
- 이영후 - 마빡 반장 역
- 이정우 - 촌뜨기들 역
- 정규수 - 택시회사 사장 역
- 이문식 - 중년 취객 역
- 안길강 - 고기집 주인 역
- 임원희 - 해파리 역
- 계성용 - 최 형사 역
- 이창 - 촌뜨기들 역
- 김홍준 - 호텔 사장 역 (특별출연)
- 봉준호 - 취조 형사 역 (특별출연)
- 크라잉 넛 - 10대 양아치 역 (특별출연)
- 이무영 - 지배인 역 (특별출연)
- 오승욱 - 여관 종업원 역 (특별출연)
- 임필성 - 가방가게 주인 역 (특별출연)

## 사운드트랙
1. Intro
2. 칠성과 Overtune
3. 해묵은 축제
4. 선악과 - 황보령=SmackSoft
5. 등장! 침묵맨
6. 재활민주연합
7. Dogfight I
8. 우리는 양아치
9. Dogfight II
10. 양동작전!
11. The Big Fight
12. Sunshine - 황보령=Smacksoft
13. Motel in Chaos
14. 포기 안해!
15. Cats & Dogs
16. 유혈유루: 流血流淚
17. 그해 여름, 가장 용감한 바다
18. Song 2 (track for trailer) - Blur